# Phyllothallia nivicola
Phyllothallia nivicola är en bladmossart som beskrevs av Eliza Amy Hodgson. Phyllothallia nivicola ingår i släktet Phyllothallia och familjen Phyllothalliaceae. Inga underarter finns listade i Catalogue of Life.